# Bradford-on-Avon (stacja kolejowa)
Bradford-on-Avon – stacja kolejowa w mieście Bradford on Avon w hrabstwie Wiltshire na linii kolejowej Wessex Main Line. Na stacji nie zatrzymują się pociągi pośpieszne.

## Ruch pasażerski
Ze stacji korzysta 117 522 pasażerów rocznie (dane za okres od kwietnia 2020 do marca 2021). Posiada bezpośrednie połączenia z Bristolem, Bath Spa, Southampton, Weymouth i Salisbury. Pociągi odjeżdżają ze stacji na każdej z linii w odstępach co najwyżej godzinnych w każdą stronę.

## Obsługa pasażerów
Kasa biletowa, automat biletowy, przystanek autobusowy, stacja dysponuje parkingiem samochodowym na 180 miejsc i rowerowym na 16.